# پیربناب
پیربناب یکی از چشمه‌های طبیعی موجود در پیرامون شیراز می‌باشد که دشت مجاور خود را آبیاری می‌نماید. این چشمه در میان درختان متعدد -از جمله درختان چنار- واقع شده‌است و در میان مردم به «پیربنو» مشهور است. همچنین «آرامگاه شیخ اقطع» در پیرامون چشمه پیربناب قرار گرفته‌است. پیربناب در ۱۵ کیلومتری جنوب شهر شیراز واقع شده‌است.